# Anabasin
Anabasin je piridinski i piperidinski alkaloid pritutan u duvanskoh biljci Nicotiana glauca, koja je blisko srodna s duvanskom biljkom u širokoj poljoprivrednoj upotrebi (Nicotiana tabacum). Ovaj molekul je strukturalni izomer hemijski srodnog nikotina. Njegova glavna (istorijska) industrijska primena je kao insekticid.
Anabasin je prisutan u tragovima u duvanskom dimu, i može se koristiti kao indikator izlaganja.